# Simon's Cat
Production
Diffusion
Simon’s Cat (« Le chat de Simon ») est une série télévisée d'animation diffusée sur Internet et créée par le Britannique Simon Tofield ayant pour personnage principal un chat domestique. Les épisodes longs sont diffusés depuis le 17 juillet 2015 sur Youtube,,. La série est aussi publiée sous format papier depuis 2008,.

## Production
- États-Unis : Depuis le 17 juillet 2015 sur Youtube.

## Épisodes

### Saison 1 (2015-2018)

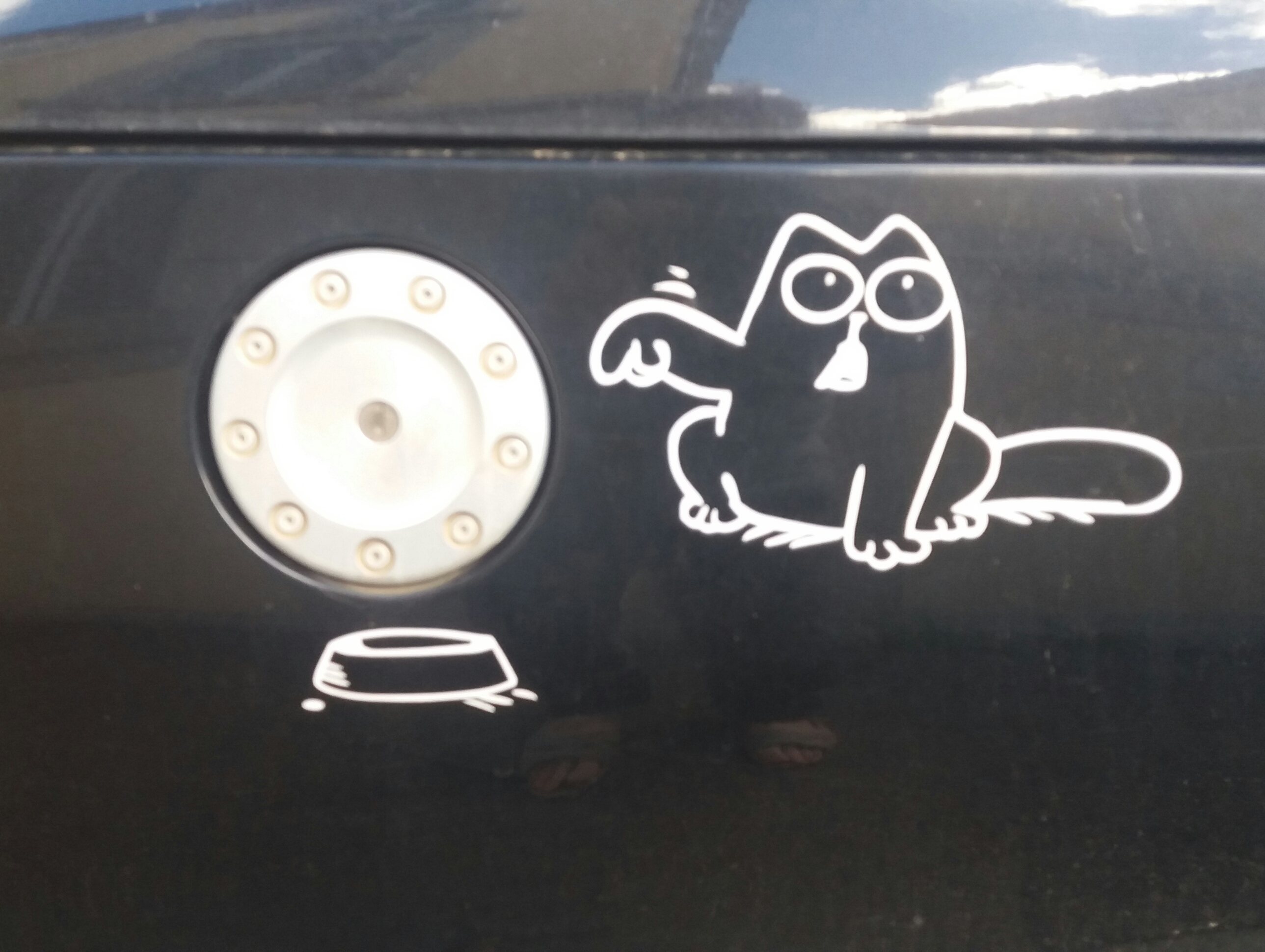
Graffiti d'un chat ressemblant à celui de Simon autour de la trappe à carburant d'un véhicule.

La saison 1 est diffusée du 17 juillet 2015 au 3 septembre 2018 sur Youtube.
1. Le chaton fait des bêtises (Kitten Chaos)
2. La collection de Noël (Christmas Collection)
3. La collection du jardin (Garden Collection)
4. Le chat de Simon and friends (Simon's Cat and friends)
5. Un nouveau fauteuil, et vite ! (Me Time)
6. Une année dans la vie d'un chat (a year in the life of a cat)
7. Besoin de vacances (Need of Holidays)
8. Tiny la Terreur (Tiny Terror)
9. Le chat-tastrophe (Cats can be a real pain in the grass)
10. En route pour le véto (on the way to the vet)
11. Chats et corvées (Paws and Chores)
12. 9 essentielles pour un chat joyeux (9 essantials for a happy cat!)
13. À la recherche de l'amour (Cat Dad Looking for Love)

### Saison 2 (2018-2021)
La saison 2 est diffusée du 18 octobre 2018 au 18 octobre 2021 sur Youtube.
1. Joyeux Halloween ! (Kitten vs Snake & other)
2. C'est Thanksgiving (Feastive Feast & other)
3. Le chat-valentin (Blind Date)
4. La fugue du chat (Missing Cat)
5. Les contes effrayants (Spooky Tales)
6. Qui est un bon garçon ? (Who's a good boy?)
7. 12 jours de Noël, miaou ! (12 days of Christmas)
8. Comment faire un date ? (How to date)
9. Routine et chat (Daily Routine)
10. L'histoire original (The origins story)
11. À travers les yeux du chat (Through the eyes of Simon's Cat)
12. Les reconnaissances au chat (Things Simon's cat is thankful for..)
13. Le chat a trop faim (Simon's Cat is hangry)
14. Histoire d'amour (Love Story)
15. Le Chien envahisseur (Pupsitting)
16. Quel est ta phobie ? (What's your Phobia?)
17. Une longue routine (Daily Routine 2)

### Saison 3 (2022-Présent)
La saison 3 est diffusée depuis le 25 mars 2022 sur Youtube.
1. Que le printemps commence ! (Spring is here!)
2. Le chaton fou (Crazy Kitten)
3. Les trucs effrayants ! (Creepy Crapers)
4. Un nouveau chat dans le quartier (Teddy's Tale)
5. Saint-Valentin (A Valentine's Compilation!)
6. Les premières bêtises (15th Anniversary Special!)
7. Le guide pour tout (Guide to Everything)
8. Une journée dans la vie d'un chat (A Day on the life of cat)
9. Du Chat Sitting (Cat Sitting)
10. Quel est l'histoire du châton ? (Kitten Origins)
11. Sapin de Noël (Cozy Christmas)

## Épisodes shorts

### Saison 1 (2008-2011)
1. Réveille-toi, humain ! (Cat Man Do)
2. Laisse moi entrer (Let Me In!)
3. La télévision (TV Dinner)
4. La faim du chien (Fed Up)
5. Les sauts du chat (Fly guy)
6. Feuilles déchirées (Hot Spot)
7. Bataille de neige (Snow business)
8. La boîte (The Box)
9. L'hérisson bavard (Cat Chat)
10. Pause déjeuner (Lunch Break)
11. Au-délà de la cloture (Beyond the Fence)
12. Pauvre sapin (Santa Claws)
13. Ruban ashésive (Sticky Tape)

### Saison 2 (2011-2012)
1. Chasse au lapin (Hop It)
2. Trésor caché (Hidden Treasure)
3. Chat et souris (Cat & Mouse)
4. Le chaton (Double Trouble)
5. Maison de chat (Catnap)
6. Jeu de volaille (Fowl Play)
7. La catastrophe vivante (Shelf Life)
8. La grenouille (Tongue Tied)
9. Fenêtre invisible (Window Pain)
10. Prêt, partez ! (Ready, steady, slow!)
11. Le printemps (Springtime)
12. Va chercher ! (Fetch)
13. L'écureuil (Nut Again)
14. Eau congelée (Icecapade)

### Saison 3 (2013-2014)
1. Nourris-moi (Feed Me)
2. Capture d'écran (Screen Grab)
3. Trou sale (Flower Bed)
4. Valise (Suitcase)
5. Miroir, miroir (Mirror Mirror)
6. Jambes effrayantes (Scary Legs)
7. Donner un vent (Smitten)
8. Temps d'agitation (Crazy Time)
9. Brossage (Pawtrait)
10. Eau chaude (Hot Water)
11. Être lavé (Washed Up)
12. Chat effrayant (Scaredy Cat)
13. Je veux sortir ! (I want go to out!)

### Saison 4 (2014-2016)
1. Le nain de Noël (Christmas Presence)
2. Herbe à chat (Catnip)
3. Un paillon (Butterflies)
4. Pluie de printemps (April Showers)
5. Pizza et chat (Pizza Cat)
6. Le futé de la boîte (The Smart one on the Box)
7. Une vie de carlin (Pug Life)
8. Chat des neiges (Snow Cat)
9. L'amour dur (Tough Love)
10. Piste rapide (Fast Track)
11. Excursion (Field Trip)
12. Pattes sales (Muddy Paws)
13. Jouet de Laser (Laser Toy)
14. L'aquarium (Fish Tank)

## Anecdotes
- Les saisons sont toujours diffusées durant 3 ans, comme la saison 1 et 2.

- Directement, Le chat de Simon a diffusé 4 épisodes en 2022 sur la troisième et même saison, pour la première fois.